# Jonalord

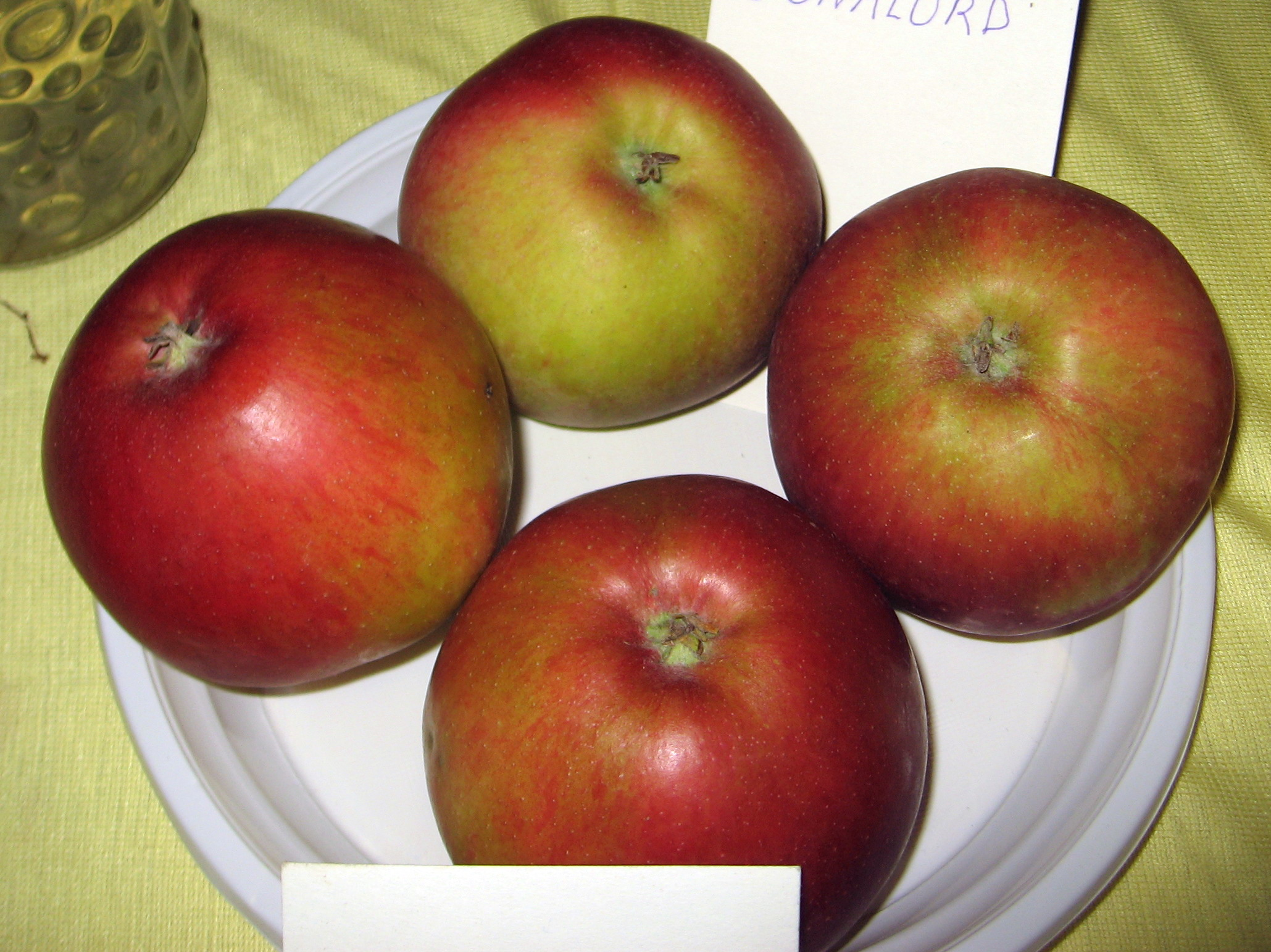

Jonalord (Malus domestica 'Jonalord'), je ovocný strom, kultivar druhu jabloň domácí z čeledi růžovitých. Plody jsou řazeny mezi podzimní odrůdy jablek, sklízí se v říjnu, dozrává v listopadu, skladovatelné jsou do konce března.

## Historie

### Původ
Původem je z ČR, byla povolena v roce 1993. Odrůdu vyšlechtil Otto Louda křížením odrůd  'Lord Lambourne'  ×  'Jonathan' .

## Vlastnosti

### Růst
Vzrůstem se odrůda řadí mezi zpočátku středně, později slabě rostoucí. Vytváří rozložitý typ korun. Řez je nezbytný, vhodný je zejména letní řez.

## Plodnost
Plodí záhy, středně a při dobré péči i pravidelně.

## Plod
Plod je kulatý, avšak spíše plochý, velký až velmi velký. Slupka je hladká a lesklá, zelenožluté zbarvení je překryté červeným žíhaním. Dužnina je nažloutlá se sladce navinulou chutí.

## Choroby a škůdci
Odrůda je odolná k strupovitosti jabloní a velmi náchylná k padlí. Po zmlazení nebo při nadbytku dusíku trpí skvrnitostí plodů.

## Použití
Je vhodná ke skladování a přímému konzumu. Odrůdu lze použít do všech poloh, ale doporučena je především do teplejších poloh na stanovišti se závlahou a živnou půdou a také dostatkem vápníku.